# Sheldon Bateau
Sheldon Bateau (ur. 29 stycznia 1991 w Port-of-Spain) – trynidadzki piłkarz grający na pozycji środkowego obrońcy. Od 2022 jest zawodnikiem Waasland-Beveren, do którego jest wypożyczony z Samsunspor.

## Kariera klubowa
Swoją karierę piłkarską Bateau rozpoczął w Fatima College. W 2008 roku podjął treningi w San Juan Jabloteh. W 2009 roku zadebiutował w nim w TT Pro League. Występował w nim do końca sezonu 2011/2012. Latem 2012 roku przeszedł do North East Stars.
We wrześniu 2012 roku Bateau podpisał kontrakt z belgijskim KV Mechelen. Swój debiut w lidze belgijskiej zaliczył 16 października 2012 w przegranym 0:2 domowym meczu z KV Kortrijk.
W 2015 roku Bateau został zawodnikiem rosyjskiego klubu Krylja Sowietow Samara. Zadebiutował w nim 29 sierpnia 2015 w wygranym 3:1 wyjazdowym meczu z Zenitem Petersburg. W latach 2017–2018 był wypożyczony do Kajratu Ałmaty.
W 2019 roku Bateau grał w norweskim Sarpsborg 08 FF, a następnie wrócił do KV Mechelen.
| Sezon   | Klub                   | Kraj              | Rozgrywki       | Mecze | Bramki |
| ------- | ---------------------- | ----------------- | --------------- | ----- | ------ |
| 2009    | San Juan Jabloteh      | Trynidad i Tobago | TT Pro League   | ?     | ?      |
| 2010/11 | San Juan Jabloteh      | Trynidad i Tobago | TT Pro League   | ?     | ?      |
| 2011/12 | San Juan Jabloteh      | Trynidad i Tobago | TT Pro League   | ?     | ?      |
| 2012/13 | North East Stars       | Trynidad i Tobago | TT Pro League   | ?     | ?      |
| 2012/13 | KV Mechelen            | Belgia            | Eerste klasse A | 22    | 2      |
| 2013/14 | KV Mechelen            | Belgia            | Eerste klasse A | 35    | 1      |
| 2014/15 | KV Mechelen            | Belgia            | Eerste klasse A | 16    | 2      |
| 2015/16 | KV Mechelen            | Belgia            | Eerste klasse A | 2     | 0      |
| 2015/16 | Krylja Sowietow Samara | Rosja             | Priemjer-Liga   | 18    | 0      |
| 2016/17 | Krylja Sowietow Samara | Rosja             | Priemjer-Liga   | 20    | 0      |
| 2017    | Kajrat Ałmaty          | Kazachstan        | Priemjer Ligasy | 14    | 0      |
| 2018    | Kajrat Ałmaty          | Kazachstan        | Priemjer Ligasy | 25    | 0      |
| 2019    | Sarpsborg 08 FF        | Norwegia          | Eliteserien     | 13    | 2      |
| 2019/20 | KV Mechelen            | Belgia            | Eerste klasse A | 11    | 1      |
| 2020/21 | KV Mechelen            | Belgia            | Eerste klasse A | 12    | 1      |

## Kariera reprezentacyjna
W reprezentacji Trynidadu i Tobago Bateau zadebiutował 6 lutego 2013 roku w przegranym 0:2 towarzyskim meczu z Peru, rozegranym w Couvie.